# Hongqi H9
La Hongqi H9 est une voiture de luxe full-size produite par FAW Group sous la marque Hongqi.

## Histoire
La H9 a été présentée en avril 2020. Elle est sur le marché chinois depuis août 2020. Une version longue du véhicule suivra en 2020.

## Caractéristiques techniques

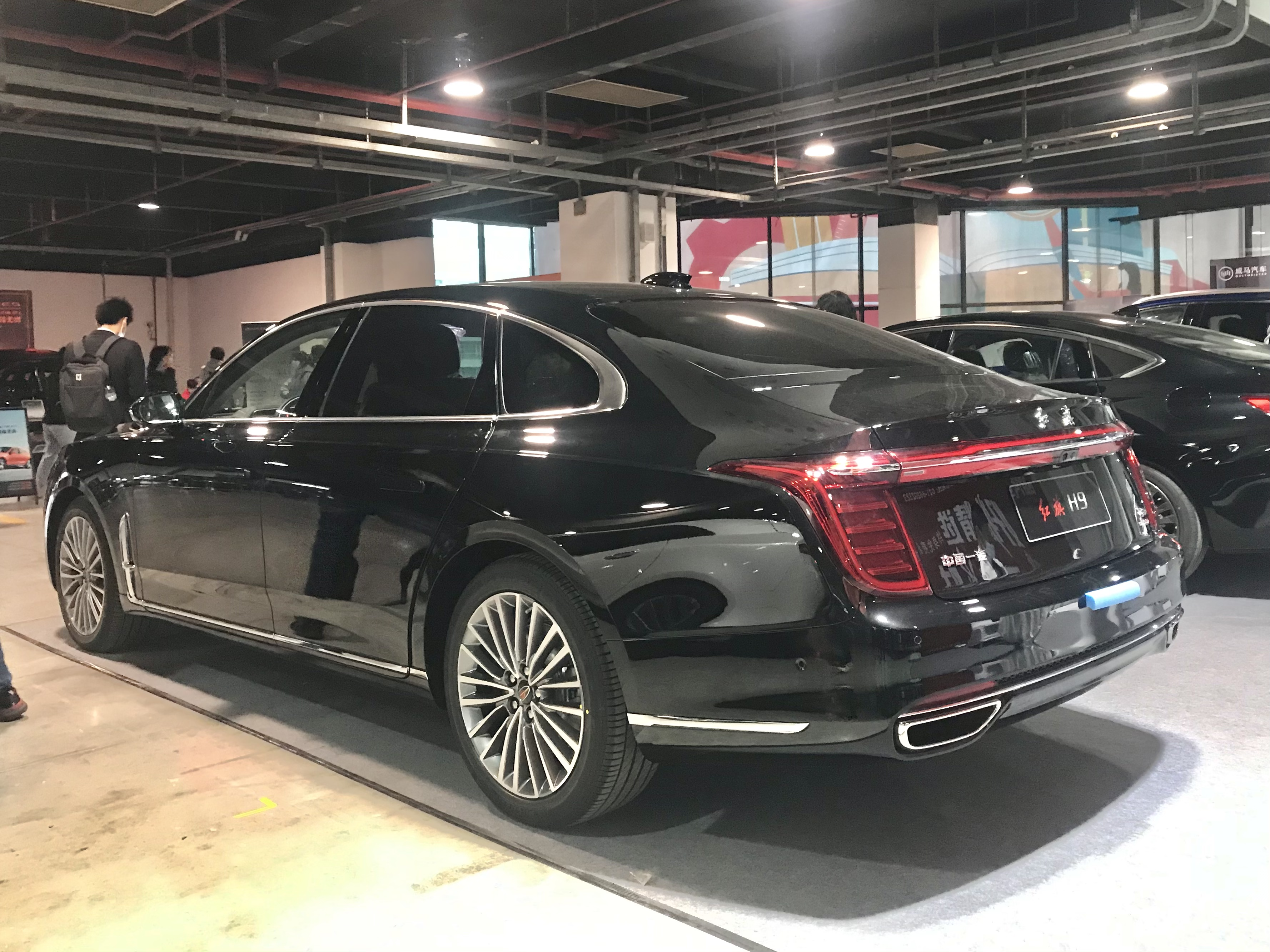
Hongqi H9 arrière

La H9 est propulsée soit par un moteur essence turbocompressé deux litres de 185 kW (252 ch), soit par un moteur essence suralimenté trois litres de 208 kW (283 ch). Les deux variantes ont une propulsion arrière et une transmission à double embrayage à 7 vitesses.